# Hey! Telecom
 (mars 2025).
Hey!, stylisé hey!, est une marque belge de téléphonie mobile, appartenant à l'opérateur Orange Belgium. Elle propose des offres entièrement digitales ayant la spécificité d’être sans engagement, sur le réseau Orange Belgium.

## Description
Hey! est une marque de l'opérateur Orange Belgium, fournissant une gamme d'offres à bas prix développée pour atteindre la jeune génération digitale (aussi appelés « enfants du numérique »). Lancée dans le contexte du nouveau positionnement « Ensemble, réinventons l’avenir » d’Orange Belgium, Les offres Hey! sont sans engagement et accessibles uniquement sur internet. L'accompagnement des clients hey se fait par le biais d'un forum d'entraide et de co-création, ou par un service de chat en ligne avec des conseillers Hey!
La proposition de valeur de la marque hey! se base sur 4 piliers : 100 % en ligne, le respect de l'environnement et la mise à disposition d'un volume important évolutif de data. La démarcation de l’offre hey! par rapport à ses concurrents se concrétise par un programme de fidélité appelé hey! boost visant à récompenser ses clients en leur fournissant des data supplémentaires au fur et à mesure du temps.